# 沙宁斯科耶农村居民点
沙宁斯科耶农村居民点（俄语：Шанинское сельское поселение）是俄罗斯联邦沃罗涅日州塔洛瓦亚区所属的一个农村居民点。其下辖有10个居民点，行政中心为第26乌恰斯托克。据2016年统计，该农村居民点的人口为1783人。